# Francisco Martos
Pour les articles homonymes, voir Martos.
Francisco Javier Martos Espigares est un footballeur espagnol né le 4 janvier 1984 à Alamedilla.  Il joue à l'AE Prat au poste de défenseur central.

## Biographie
Formé à La Masia du FC Barcelone, il fait ses débuts en Liga le 20 mai 2006, contre l'Athletic Bilbao.
En juin 2006, il est prêté au CSKA Sofia. Avec ce club, il dispute la Coupe UEFA et remporte la Supercoupe de Bulgarie.
En 2008-2010, Martos évolue en Super League grecque, avec Iraklis Thessalonique. 
En janvier 2010, il rejoint la D1 belge et le Royal Charleroi Sporting Club. Il reste dans le club, malgré la relégation en D2.
Lors de la saison 2013-2014 du championnat de division 1 belge, il est promu comme vice-capitaine de l'équipe à la suite du départ d'Onür Kaya et de Danijel Milicevic. 
Durant la saison 2014-2015 du championnat de Belgique, il devient capitaine du club carolo à la suite d'une blessure de Francis N ganga.
Le 28 juin 2019, Javi Martos décide de raccrocher les crampons et quitter le Sporting de Charleroi.